# Тбилисский русский драматический театр имени А. С. Грибоедова
Тбилисский Государственный академический русский драматический театр имени А. С. Грибоедова (груз. ა. ს. გრიბოედოვის სახელობის თბილისის რუსული დრამატული თეატრი) — драматический театр в Грузии, расположен в Тбилиси на проспекте Руставели, 2/4. С 2017 года здание театра интегрировано в торговый центр «Галерея Тбилиси».

## История театра
Русский театр в Грузии берёт свои истоки в начале XIX века. В Тифлисе ставились русские любительские спектакли, в 1830-х годах в репертуаре самодеятельных кружков появляется комедия А. С. Грибоедова «Горе от ума».
20 сентября 1845 года в Тифлисе при наместнике, графе М. С. Воронцове, открылся первый сезон первого русского театра. До 20 сентября 1846 года было сыграно 104 спектакля.
Ко второму сезону из Москвы и Петербурга были приглашены актёры, в подборе которых принимал участие М. Щепкин. Труппу возглавил А. Яблочкин (отец народной артистки СССР А. Яблочкиной). Сезон открылся спектаклем «Горе от ума».
10 апреля 1858 года, с прибытием нового наместника, генерала Муравьева, русская драматическая труппа вместе с грузинской, оперной и балетной, была рассчитана и уволена — как не отвечающая замыслам царского правительства.
В 1850—1860-х годах в Тбилиси активно работают русские антрепризы.
В 1866 году, в результате настойчивых требований общественности и прессы, Русский драматический театр возобновил свою работу.
В 1887 году в доме известного армянина, предпринимателя и мецената Есаи Питоева (Питояна) был создан театр со зрительным залом на 300 мест — так появилось «Тифлисское артистическое общество».
В 1898 году началось строительство театра «Артистического общества». И. Питоев пригласил для реализации этой цели известного архитектора А. Шимкевича. Стиль — позднее барокко. Зал был рассчитан на 810 мест. Для выполнения лепных работ на фасаде и внутри здания были приглашены лучшие итальянские мастера. Мебель, зеркала, ковры, светильники и прочие детали интерьера были привезены из Европы и выполнены в единственном экземпляре.
8 февраля 1901 года в театре «Артистического общества» постановкой «Горя от ума» открылся первый сезон. В 1902 году в здании театра развернуло свою деятельность Армянское артистическое общество. С 1921 года — это Тбилисский государственный академический театр имени Шота Руставели.
В конце XIX — начале XX века на тбилисской сцене работают В. Немирович-Данченко, М. Ермолова, М. Савина, А. Яблочкина, В. Комиссаржевская, А. Сумбаташвили-Южин, В. Давыдов, К. Варламов, М. Петипа, братья Адельгейм.
В 1904—1906 годах театральные сезоны в Тбилиси вело «Товарищество новой драмы» Всеволода Мейерхольда.
В 1915 году создана русская труппа — «Товарищество артистов Российского театрального общества» (ТАРТО) во главе с режиссёром А. Тугановым, переименованный в 1921 году в Русский академический театр.
В эти годы в Тбилиси начинают работать театр «ПОАРМ XI» под руководством А. Покровского (труппа прибыла в Тбилиси вместе с 11-я армией), «Первый советский театр» под руководством Н. Шестова, Новый театр под руководством К. Марджанишвили; театр «Сатирагит», затем переименованный в «Революционно-художественный театр», Красный театр Пролеткульта Грузии, «Малый театр», Тбилисский театр юного зрителя, «Камерный театр» и другие.
В 1926 году под руководством Швейцера Владимира Захаровича (В. Пессимист) был создан Тифлисский рабочий театр (ТРТ), просуществовавший до 1930 года.
Назревал вопрос о создании в Тбилиси постоянного государственного русского драматического театра.
В сентябре 1932 года выходит постановление Народного комиссариата просвещения Грузии о создании Тбилисского государственного русского драматического театра (ТГРТ). Труппа была сформирована из коллектива Тбилисского Дома Красной Армии и пополнилась артистами из различных городов СССР. За отсутствием помещения первый сезон ТГРТ работал в здании бывшего Тбилисского Дома Красной Армии.
Для постановки первого спектакля был приглашен руководитель Второго грузинского театра, великий театральный реформатор Котэ Марджанишвили. 3 ноября 1932 года ТГРТ открыл первый сезон пьесой М. Горького «На дне». Вторым крупным событием стала постановка пьесы Н. Погодина «Мой друг» выдающегося московского режиссёра А. Попова. Далее последовал ряд неудачных постановок. Это стало свидетельством того, что театру необходимо единое художественное руководство.
Второй сезон Русский театр открыл в начале ноября 1933 года. Театр переехал в новое помещение, труппа пополнилась новыми актёрами и режиссёрами. Новый директор и художественный руководитель Константин Шах-Азизов, один из основателей Тбилисского русского театра юного зрителя, все свои усилия направил на то, чтобы поднять художественный уровень ТГРТ.
Второй сезон оказался по-настоящему плодотворным и определил творческое лицо русского театра.
Главный итог двух первых сезонов заключался в том, что в Грузии сформировался постоянный русский театр, сменивший сезонные русские театральные коллективы.
В октябре 1934 года Тбилисскому государственному русскому драматическому театру присвоено имя А. С. Грибоедова. В ответ коллектив 12 декабря 1935 года открыл сезон спектаклем «Горя от ума» в постановке А. Рубина с участием В. Брагина (Чацкий), И. Осипова (Фамусов), К. Добжинского (Скалозуб), Е. Сатиной (Хлестова).

## Коллектив театра
В театре имени Грибоедова работали режиссёры А. Ридаль, А. Рубин, В. Карпов, А. Смеянов, А. Августов, художники В. Иванов, Б. Локтин, В. Роберг, И. Штенберг, Е. Донцова. Сложился яркий актёрский коллектив: Л. Врублевская, Б. Белецкая, Е. Евстратова, O. Кутырева, Н. Мартынова, Е. Сатина, А. Семёнова, Н. Шелехова, М. Белоусов, В. Брагин, К. Гардин, П. Донецкий, А. Липницкий, К. Мюфке, И. Осипов, А. Смиранин, Я. Максимова и др. Позднее в театр пришли Н. Бурмистрова, Т. Белоусова, П. Луспекаев, Д. Славин, И. Русинов, М. Пясецкий, Ю. Шевчук, В. Захарова, А. Гомиашвили, И. Злобин, А. Шенгелая, В. Семина, А. Левин, М. Иоффе, Б. Казинец, Л. Карлова, Л. Крылова, Д. Сихарулидзе, Э. Кухалеишвили, Е. Байковский, Е. Килосанидзе, C. Головина, З. Григорян и др.
Яркий след в истории театра оставили выдающиеся режиссёры — Александр Такаишвили, Дмитрий (Додо) Алексидзе, Леонид Варпаховский, Медея Кучухидзе, Серго Челидзе, Котэ Сурмава, Гига Лордкипанидзе, Георгий Товстоногов, Петр Фоменко, Гизо Жордания, Гоги Кавтарадзе и др.
Четырём из великих посвящены мемориальные доски в Большом фойе Грибоедовского театра — это Всеволод Мейерхольд, Котэ Марджанишвили, Петр Фоменко и Александр Товстоногов.

## Постановки разных лет
5 марта 1939 года представил свою дипломную работу — спектакль «Дети Ванюшина» С. А. Найдёнова — выпускник ГИТИСа Георгий Товстоногов (А всего Георгий Александрович поставил в театре имени А. С. Грибоедова тринадцать спектаклей!). Ученик Товстоногова, Михаил Туманишвили поставил в театре им. Грибоедова пьесу А. Миллера «Вид с моста». Свою первую работу — спектакль «Сокровище» Дж. Пристли — на сцене Грибоедовского осуществил Роберт Стуруа, ученик Туманишвили.

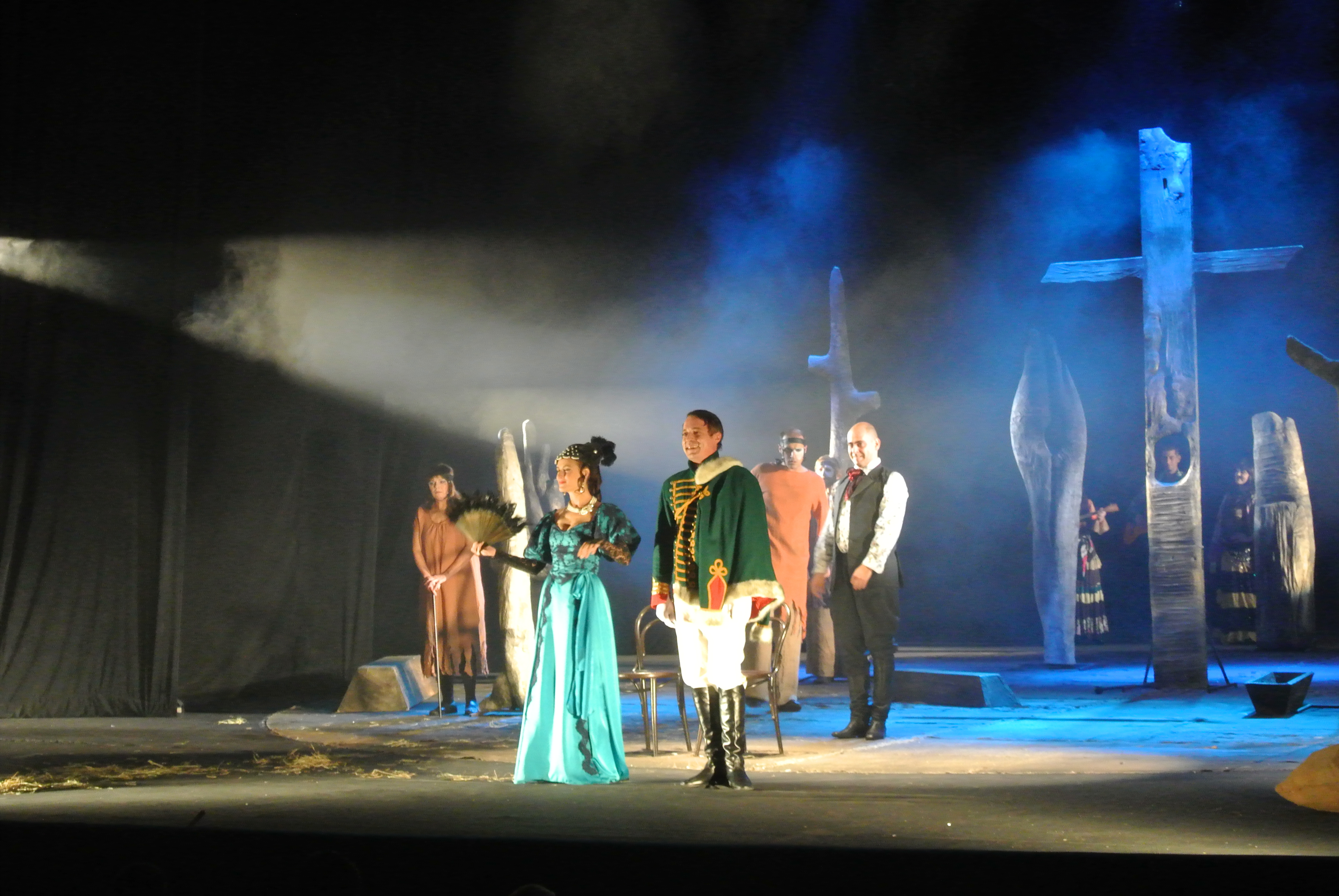
Холстомер на сцене Грибоедова

Среди лучших постановок разных лет — «Дети Ванюшина» С. Найденова (Г. Товстоногов, 1939), «Великий Моурави» И. Вакели (А. Рубин, 1941), «Глубокие корни» Д, Гоу и А. де Юссо (Д. Алексидзе, 1947), «Последние» М. Горького (Г. Гвиниашвили, 1950), «Горе от ума» А. Грибоедова (А. Такаишвили, 1954), «Иркутская история» А. Арбузова (А. Випман, 1960), «Двое на качелях» У. Гибсона (А. Чхартишвили, 1962), «Требуется лжец» Д. Псафаса (К. Сурмава, 1963), «Цезарь и Клеопатра» Б. Шоу (А. Гинзбург,1966), «Уступи место завтрашнему дню» В. Дельмара (М. Пясецкий, 1970), «Шаги Командора» В. Коростылева (Г. Лордкипанидзе, 1971), «Дорога цветов» В. Катаева (П. Фоменко, 1972), «Старший сын» А. Вампилова (А. Товстоногов, 1975), «Молодая гвардия» М. Фадеева (А. Товстоногов, 1975), «Забыть Герострата» Г. Горина (А. Товстоногов, 1975), «Жестокие игры» А. Арбузова (А. Товстоногов, 1978), «Закон вечности» Н. Думбадзе (Г. Жордания, 1981), «Дорогая Елена Сергеевна» Л. Разумовской (Г. Чакветадзе, Г. Жордания, 1982), «Час пик» Е. Ставинского (Г. Жордания, 1983), «Сестры» Л. Разумовской (Г. Чакветадзе, Г. Жордания, 1985), «Улица Шолом-Алейхема, 40» А. Ставицкого (Л. Джаши, 1986), «Вишневый сад» А. Чехова (Г. Кавтарадзе, 1992), «Распутин» М. Лашер (Г. Кавтарадзе, 1993), «Анна Каренина» Л. Толстого (Г. Кавтарадзе, 1998).

## Сегодняшний день театра
Сегодня художественное руководство театром осуществляет Автандил Варсимашвили, лауреат Государственной премии Грузии, премии им. К. Марджанишвили, кавалер Ордена Дружбы (Россия), Ордена Чести (Грузия). Репертуарная политика театра направлена на популяризацию классической русской драматургии — в театре объявлены «Сезоны русской классики».
В 2013 году театр им. Грибоедова получил премию «Звезда Театрала» в номинации «Лучший русский театр за рубежом» и Гран-при XI Международного театрального форума «Золотой Витязь» за спектакль А. Варсимашвили «Холстомер. История лошади» по мотивам повести Л. Толстого.
Среди спектаклей последних лет значительный общественный резонанс вызвали: «Тереза Ракен» Э. Золя (А. Варсимашвили, 1999), «Russian блюз» (А. Варсимашвили, 2001), «Кроткая» Ф. Достоевского (А. Варсимашвили, 2004), «Ханума» А. Цагарели (А. Варсимашвили, 2005), «Мастер и Маргарита» М. Булгакова (А. Варсимашвили, 2006), «Достоевский.ru» (А. Енукидзе, 2009), «Гетто» Дж. Собола (А. Варсимашвили, 2010), «Убить мужчину» Э. Радзинского (Г. Маргвелашвили, 2010), «Женитьба» Н. Гоголя (А. Варсимашвили, 2011), «Старший сын» А. Вампилова (Г. Маргвелашвили, 2014), «Нахлебник» И. Тургенева (Н. Лордкипанидзе, 2014), «Вишневый сад» (А. Енукидзе, 2015).
Театр активно гастролирует и успешно участвует в международных театральных фестивалях ближнего и дальнего зарубежья, который год лидируя среди театров Грузии по количеству гастрольных поездок.

### Современная труппа театра
Художественный руководитель театра — Автандил Варсимашвили
Директор театра — Николай Свентицкий
Режиссёры :
- Варсимашвили Автандил Эдуардович
- Георгий Маргвелашвили
- Ника Чикваидзе

### Актрисы
- Людмила Ивановна Артемова-Мгебришвили
- Воробьева Инна Егоровна
- Воронюк Наталья Николаевна
- Дарчиашвили Нана Георгиевна
- Гачечиладзе-Мгебришвили Нино
- Калатозишвили Нина Георгиевна
- Квижинадзе Ирина Владимировна
- Кения Карина Рафаэловна
- Кикачеишвили Нино Сулхановна
- Кития Мария Георгиевна
- Ломджария Софья Олеговна
- Мамонтова-Цхадая Алла Михайловна
- Мегвинетухуцеси Ирина Гивиевна
- Николава-Арутюнян Анна Айковна
- Нинидзе Нина Карленовна
- Шенгелая Ариадна Всеволодовна

### Актёры
- Арджеванидзе Михаил Вольфганович
- Бараташвили Арчил Гивиевич
- Габашвили Василий Игоревич
- Гургенидзе Лаша (Лери) Михайлович
- Кублашвили Аполлон Александрович
- Курасбедиани Иванэ Александрович
- Кусикашвили Мераб Кобаевич
- Мерабишвили Дмитрий Леванович
- Мчедлишвили Олег Михайлович
- Натенадзе Станислав Павлович
- Спорышев Дмитрий Владимирович
- Харютченко Валерий Дмитриевич
- Чипашвили Зураб Давыдович
- Туркиашвили Георгий Семенович

### Современный репертуар
- «Аленький цветочек» — на основе сказки С. Т. Аксакова «Аленький цветочек».
- «Алые паруса» — по повести Александра Грина «Алые паруса».
- «Английский детектив»
- «Вишневый сад»
- «Гетто» по пьесе Дж,Соболь
- «Гроза» (А. Н. Островский)
- «Двенадцать месяцев» — по сказке С. Я. Маршака «Двенадцать месяцев»
- «Достоевский. ru»
- «Емелино счастье» — (Р. С. Сеф, 1974)
- «Женитьба» — пьеса Н. В. Гоголя
- «Жёлтый Ангел» — спектакль создан по песням А. Вертинского и стихам Игоря Северянина
- «Ревизор» — Гоголя
- «Шинель» — Гоголя
- «Золушка» — по сказке Золушка
- «Карьера Артуро Уи» — пьеса-памфлет Бертольта Брехта
- «Кастинг»
- «Кроткая» Достоевского
- «Маугли» — по произведениям Редьярда Киплинга
- «Маяковский» пьеса Автандила Варсимашвили
- «Морозко» — по русской народной сказке Морозко
- «Нахлебник» — комедия И. С. Тургенева
- «Рождественская Сказка»
- «Сказка о Царе Салтане» — по сказке в стихах А. С. Пушкина
- «Старший сын» Вампилова
- «Убить мужчину» — трагикомедия в одном действии по пьесе Э. Радзинского
- «Холстомер история лошади» — по повести Л. Н. Толстого «Холстомер»
- «Чиполлино» — по повести Джанни Родари «Чиполлино»
- «Зимняя сказка» — (Уильям Шекспир)
- «Алжир» — по пьесе Автандила Варсимашвили